# Grus pagei
Grus pagei es una especie extinta de grulla que vivió durante el Pleistoceno superior, siendo encontrados sus restos en los depósitos de asfalto de Rancho La Brea, cerca de Los Ángeles, California (Estados Unidos). Es una de las tres especies de grullas presentes en Rancho La Brea, siendo las otras las actuales grulla trompetera (Grus americana) y la grulla canadiense (Grus canadensis). Es la más pequeña de estas tres especies, y tenía un cráneo relativamente más largo y delgado que el de las grullas actuales. Se conocen al menos 11 individuos representados por 42 huesos fósiles. Descritos por Kenneth E. Campbell, Jr. en 1995, se le dio su nombre de especie por el filántropo responsable del Museo de los pozos de La Brea, George C. Page.